# Магнітний класифікатор
Магні́тний класифіка́тор (рос. классификатор магнитный, англ. magnetic classifier, нім. Magnetklassierer m) — у збагаченні корисних копалин — класифікатор для мокрої класифікації і згущення, в якому вихідний матеріал підлягає намагнічуванню і флокуляції, а потім розподіленню на немагнітний злив і магнітний осад методом устоювання.